# Duroliponte
Duroliponte era un castrum legionario romano in Britannia, sul sito di Castle Hill, nell'attuale Cambridge.
Era in origine una fortezza in collina dell'Età del ferro costruita dai Belgi, su cui i romani costruirono la fortezza nel 70 d.C. Intorno ad esso nel 120 d.C. si sviluppò un piccolo insediamento composto da cascine e da un villaggio.
Era situato in un punto strategico a difesa del fiume Cam, al tempo noto come Granta, e due vie romane: la Via Devana e la Akeman Street
La maggior parte degli edifici scoperti finora erano in legno, avevano sia tetti di tegole che di paglia e alcuni avevano le pareti interne dipinte in gesso. È stato individuato un solo edificio in pietra. C'erano 4 porte e un cimitero a sud.
La città andò in declino nel III secolo, ma si riprese e si espanse dopo che le sue difese murate furono messe in atto il secolo successivo.  L'occupazione sembra aver continuato fino alla partenza romana dalla Gran Bretagna intorno al 410. È stata identificata come Cair Grauth, elencata tra le 28 città della Gran Bretagna nella Historia Brittonum e i Sassoni dopo essersi stanziati sull'isola, iniziarono ad occupare l'area alla fine del secolo.